# Seth Olofsson
Seth Emil Olofsson (ur. 17 stycznia 1915 w Boden, zm. 10 października 1970 w Vittjärv) – szwedzki biathlonista, olimpijczyk.

## Kariera
Uczestniczył w zawodach sportowych w latach 30. XX wieku. W 1936 roku wystąpił na igrzyskach olimpijskich w Garmisch-Partenkirchen, gdzie wspólnie z Gunnarem Wåhlbergiem, Johanem Wikstenem i Johnem Westberghiem zajął trzecie miejsce w pokazowych zawodach patrolu wojskowego. Był to jego jedyny sukces na międzynarodowych zawodach tej rangi.